# Contarinia acerplicans
Contarinia acerplicans är en tvåvingeart som först beskrevs av Jean-Jacques Kieffer 1889.  Contarinia acerplicans ingår i släktet Contarinia och familjen gallmyggor. Inga underarter finns listade i Catalogue of Life.